# Matamatovití
Matamatovití (Chelidae) je čeleď želv z australské a neotropické oblasti.

## Systematika
Matamatovití, odb. Chelidae, zahrnují následující recentní rody (na základě Reptile Database, české názvy získány z databáze BioLib):
- Acanthochelys Gray, 1873 – trnokrčka
- Chelodina Fitzinger, 1826 – dlouhokrčka
- Chelus Duméril, 1806 – matamata
- Elseya Gray, 1867 – krátkokrčka
- Elusor Cann & Legler, 1994 – krátkokrčka
- Emydura Bonaparte, 1836 – emydura
- Hydromedusa Wagler, 1830 – hadokrčka
- Mesoclemmys Gray, 1873 – vousivka
- Myuchelys Thomson & Georges, 2009 – krátkokrčka
- Phrynops Wagler, 1830 – vousivka
- Platemys Wagler, 1830 – vousivka
- Pseudemydura Siebenrock, 1901 – krátkokrčka
- Ranacephala McCord, Joseph-Ouni & Lamar, 2001 – vousivka
- Rheodytes Legler & Cann, 1980 – krátkokrčka
- Rhinemys Wagler, 1830 – vousivka

Pokud jsou k matamatovitým přidruženy i uvažované vyhynulé kmenové linie, jež předcházely poslednímu společnému předkovi dnes žijících forem, tento taxon se označuje jako Pan-Chelidae (zahrnují např. vyhynulé rody Prochelidella, Rionegrochelys, Palaeophrynops, Bonapartemys či Lomalatachelys). Matamatovití představují jednu ze dvou hlavních žijících linií skrytohlavých želv (Pleurodira). Pan-Chelidae mohou mít původ ve střední juře, korunová skupina Chelidae ve spodní křídě. Současný výskyt matamatovitých želv v Austrálii a Jižní Americe je pozůstatkem z dob, kdy byly oba kontinenty součástí Gondwany. Jak jihoamerické, tak australské matamaty tvoří monofyletickou skupinu. Oba tyto klady zřejmě diverzifikovaly již v průběhu křídy, jihoamerický klad zřejmě podstatně dříve. Pozoruhodné je, že jak u australských, tak u amerických zástupců se objevují zástupci s extrémně prodlouženými krky. Je možné, že dlouhý krk se objevil u předka dnešní čeledi Chelidae a následně došlo k nezávislému vývoji krátkého krku u amerických i australských želv; anebo je naopak původní krátký krk, s následným nezávislým vznikem dlouhého krku u australských a jihoamerických matamatovitých. V případě jihoamerického kladu je v tomto případě možný buďto návrat ke krátkokrkosti, anebo dvojí vznik dlouhokrkosti (u rodů Hydromedusa + vyhynulého rodu Yaminuechelys a rodu Chelus). Protože fosilní nálezy zvažovaných kmenových rodů mají krk krátký, zdá se pravděpodobnější, že krátký krk byl původní i pro společného předka korunové čeledi Chelidae; na základě toho však nelze první hypotézu a priori zavrhnout, neboť objev dosud neznámých dlouhokrkých rodů ve fosilním záznamu by mohl na evoluci dlouhokrkosti matamat vrhnout nové světlo.

## Popis

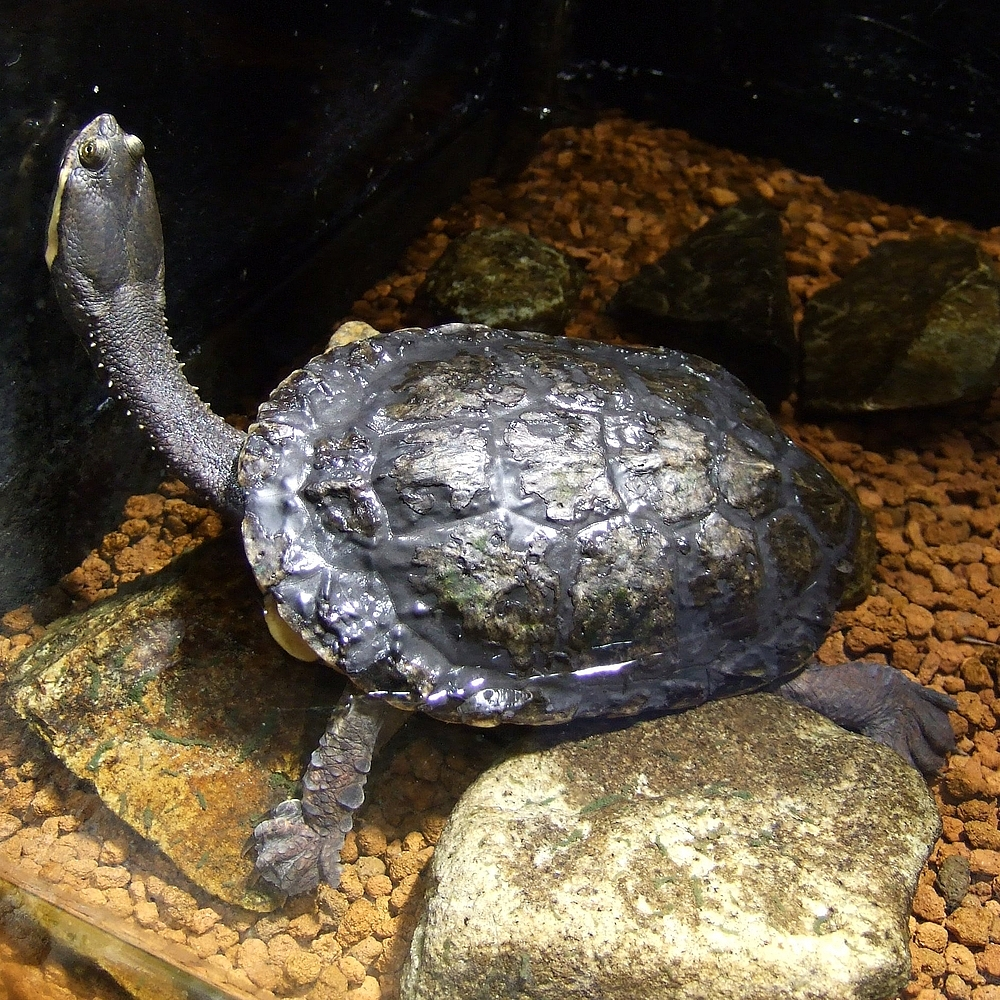
Hadokrčka argentinská (Hydromedusa tectifera)

Matamatovití jsou co do velikosti, tvaru těla i zbarvení relativně rozmanitou želví skupinou. Většina matamatovitých měří asi 20 až 35 cm co do délky krunýře, nejmenším druhem je krátkokrčka hnědavá (Pseudemydura umbrina) s délkou krunýře 12 až 14 cm, naopak dlouhokrčka široká (Chelodina expansa) dosahuje délky krunýře asi 48 cm. Samice bývají větší než samci, výjimkou budiž krátkokrčka hnědavá nebo krátkokrčka dlouhoocasá (Elusor macrurus). Krunýř je zploštělý, u většiny australských druhů vykazuje malý počet neurálních desek, jež u některých druhů mohou zcela chybět. U spodní části krunýře – plastronu – došlo k redukci mesoplastronu, pletenec dolních končetin s plastronem ukotvuje pevné kloubní spojení.
Hlava je, podobně jako krunýř, plochá. Charakteristický znak matamatovitých želv představuje extrémně prodloužený krk, jenž může dokonce přesahovat délku krunýře, jako se tomu děje u australských dlouhokrček a amerických hadokrček. Zatažení krku probíhá v horizontálním směru (jde o skrytohlavé želvy), což se odráží v anteriorně orientované kloubní ploše prvního hrudního obratle. Většina matamatovitých má pět drápů na předních končetinách a čtyři drápy na končetinách zadních. Co se týče zbarvení, svrchní strana krunýře mívá typicky nevýrazné temné odstíny. Naproti tomu zbytek těla může hýřit v pestřejších barvách, včetně červené, růžové, oranžové nebo žluté. Kůže některých matamat nese třásnité výrůstky, jež slouží jako kamufláž, ale mají i senzorickou a snad i dýchací funkci.

## Chování a ekologie

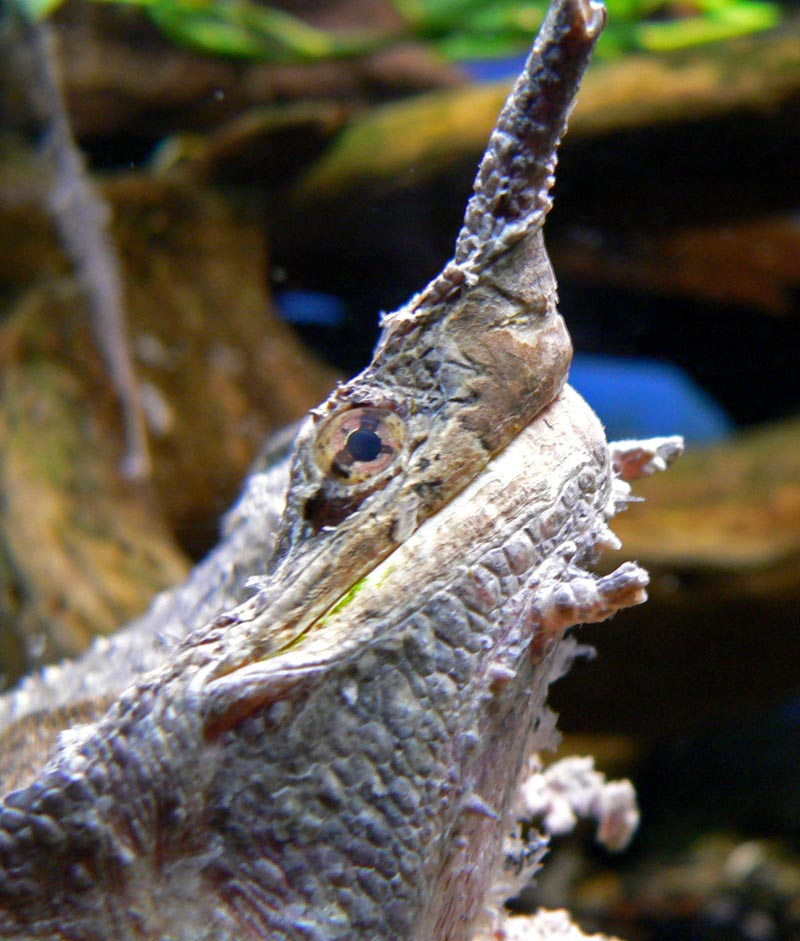
Matamata třásnitá, detail hlavy

Matamatovití se vyskytují v australské a neotropické oblasti. Jihoameričtí zástupci žijí převážně východně od And, směrem na jih až po severní Argentinu, nicméně vousivka Dahlova (Mesoclemmys dahli) je endemitem severní Kolumbie. V australské oblasti matamatovití kolonizovali jak Austrálii, tak Novou Guineu. Většina matamatovitých je vázána na sladkovodní stanoviště a zdržuje se ve vodních tocích, některé druhy vodu opouštějí prakticky výhradně za účelem kladení vajec. Jiné, jako americká vousivka širokohlavá (Mesoclemmys zuliae), si však hledají potravu i v lesním podrostu. Pokud matamatovití žijí v sezónně vysychajících mokřadech, období sucha tráví v bahně prodlouženým letním spánkem. Příkladem podobného estivujícího druhu je krátkokrčka hnědavá. Dlouhokrčka Steindachnerova (Chelodina steindachneri) z vyprahlých oblastí západní Austrálie dovede přežít zahrabaná v bahně dokonce rok či dva, vodu si přičemž schraňuje v močovém měchýři.

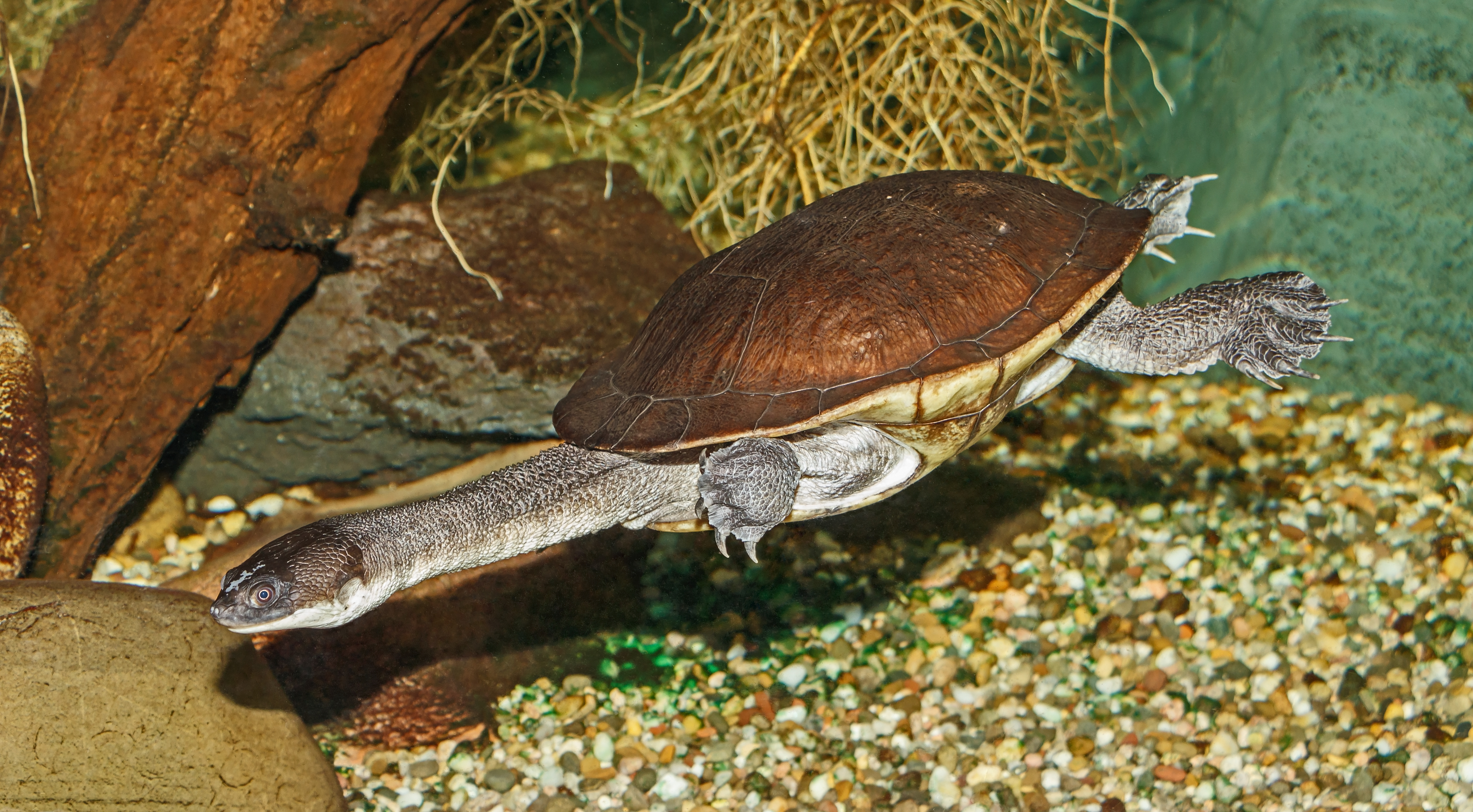
Dlouhokrčka McCordova (Chelodina mccordi), jeden z kriticky ohrožených druhů matamatovitých želv

Matamatovití se, v závislosti na druhu, živí rozmanitou potravou, ačkoli většina druhů je všežravá či striktně masožravá, přičemž nepohrdnou ani mršinou. Značně prodloužený krk některých matamatovitých se hodí k výpadům na kořist ve vodním sloupci. Matamata třásnitá (Chelus fimbriatus) využívá svého maskovacího vzoru, jenž ji činí prakticky neviditelnou na dně vodních nádrží; ryby, obojživelníky a jinou vhodnou kořist následně nasává do široké tlamy, přičemž podtlak vytváří roztažením svalnatého krku. Některé matamatovité želvy se mohou živit i méně obvyklou potravou; vousivka ploskohlavá (Platemys platycephala) se například přikrmuje žabími vajíčky, velké samice emydur mají natolik mohutné lebky, že s jejich pomocí drtí schránky měkkýšů.
Rozmnožovací cykly se mezi jednotlivými druhy značně liší, mnoho druhů však hnízdí brzy na jaře. Pokud samice naklade snůšku na konci období sucha, mláďata se mohou vyklubat již asi za 8 až 10 týdnů. Od této strategie se však výrazně odchylují druhy jako krátkokrčka hnědavá, jež naopak kladou vajíčka před obdobím sucha; vývoj zárodků se následně pozastaví a celková doba inkubace díky tomu činí 180 i více dní. Vajíčka v hnízdech dlouhokrčky drsné (Chelodina rugosa) se dokonce vyvíjejí 9 až 10 měsíců, aby mláďata přišla na svět do ideálních podmínek. Vajíčka samotná mají relativně křehkou skořápku, jsou podlouhlá či kulovitá, asi 3–6 cm dlouhá. Samice je kladou do různých typů hnízd, jejichž podoba závisí na konkrétním druhu. Velikost snůšky se pohybuje od jediného vejce až po nižší desítky vajec. Determinace pohlaví nezávisí na okolní teplotě, jak je jinak pro želvy typické, ale je dána geneticky.